# تیموته ورژیا
تیموته ورژیا (فرانسوی: Timothé Vergiat‎؛ زادهٔ ۷ مارس ۱۹۹۸) بازیکن بسکتبال ۳ نفره اهل فرانسه است.
وی در مسابقات کشوری و بین‌المللی در مجموع برندهٔ ۱ مدال نقره شده است.